# Шампињел (Мерт и Мозел)
Шампињел (фр. Champigneulles) насеље је и општина у североисточној Француској у региону Лорена, у департману Мерт и Мозел која припада префектури Нанси.
По подацима из 2011. године у општини је живело 6886 становника, а густина насељености је износила 287,04 становника/km². Општина се простире на површини од 23,99 km². Налази се на средњој надморској висини од 199 метара (максималној 364 m, а минималној 186 m).

## Демографија
| 1962. | 1968. | 1975. | 1982. | 1990. | 1999. | 2011. |
| ----- | ----- | ----- | ----- | ----- | ----- | ----- |
| 5.854 | 5.484 | 5.992 | 7.919 | 7.541 | 7.172 | 6.886 |

График промене броја становника у току последњих година